# 高山優希
高山 優希（たかやま ゆうき、1998年5月17日 - ）は、大阪府大阪市出身の元プロ野球選手（投手）。左投左打。

## 経歴

### プロ入り前
城東小学校在籍時に森之宮キャッスルで野球を始め、城陽中学校では大阪東ボーイズに所属。同地区の箕面ボーイズには寺島成輝（元東京ヤクルトスワローズ）がおり、中学時代からしのぎを削っていた。中学3年時には、野茂英雄が総監督を務め、アメリカへの遠征を行うNOMOジャパンに選出された。この時共に選ばれた選手に、藤嶋健人や岩田将貴がいる。
高校は大阪桐蔭に進学。1年秋にベンチ入りを果たし、秋の近畿大会ベスト8に貢献した。出場した2年春の第87回選抜高等学校野球大会では、準決勝の敦賀気比戦で甲子園デビュー。10点ビハインドの2回2死から登板し、4回1/3イニングを投げ、無失点に抑える好投を見せた。2年秋からエースを任されると、秋の大阪大会では、準決勝の履正社の寺島に投げ勝つなど、優勝に貢献。そのまま秋の近畿大会も制して、第46回明治神宮野球大会出場を決め、第88回選抜高等学校野球大会出場を確実なものとした。明治神宮大会では、初戦（2回戦）で木更津総合の早川隆久に投げ勝つと、続く準決勝では高松商業と対戦。9回に登板して三者凡退に抑え、自己最速となる150km/hを記録したが、チームは敗れた。その後、出場が決まっていた3年春の第88回選抜高校野球大会直前で、腰に違和感を発症。初戦の土佐戦では8回2安打無失点に抑えたが、続く木更津総合戦では7回4失点で降板し、敗戦した。春の大阪大会では、腰の違和感の影響でベンチ入りメンバーから外れ、治療に専念。選手権大阪大会には間に合い、エースとしてメンバー入りするが、3回戦の関西大北陽戦に敗れ、3年夏を終えた。
2016年10月20日に行われたドラフト会議では、北海道日本ハムファイターズから5位指名を受け、11月17日に契約金3000万円、年俸520万円（金額は推定）で入団に合意した。背番号は48。

### プロ入り後
2017年から2019年のプロ入り3年間で一軍出場はなく、二軍での通算成績は72試合の登板で5勝6敗、防御率6.25に留まり、2019年10月24日に戦力外通告を受けた。その後、11月19日に育成選手として再契約した。背番号は148。
しかし、2020年は21試合の登板で0勝1敗、防御率13.00、2021年は35試合の登板で2勝1敗、防御率3.83、2022年は22試合の登板で0勝2敗、防御率10.57（いずれも二軍戦績）と、結果を残すことができず、2022年10月3日に戦力外通告を受けた。
このことを機に一時は引退を決意し、12球団合同トライアウトにも参加しなかった。しかし、2022年1月に結婚した妻から後押しされ、翌2023年の12球団合同トライアウトを受験し、NPB復帰を目指すことを決意。2023年シーズン中は、都内の施設で自主トレを重ねた。7月26日からは、関西独立リーグ（さわかみ関西独立リーグ）の堺シュライクスに所属し、7試合に登板して1勝0敗1H、防御率3.60を記録。リリーフでは6試合の登板で防御率1.29の成績を残した。シーズン終了後の12月1日に、堺を自由契約となったことが発表された。同月27日に放送された『プロ野球戦力外通告・クビを宣告された男達』に出演し、トライアウト後に四国アイランドリーグplusの高知ファイティングドッグスからオファーがあったものの、目標としていたNPB球団からのオファーがなかったため現役引退を決断し、広告関係の仕事に就職したことが明らかになった。

## 選手としての特徴・人物
最速150km/hの速球が持ち味。球種はスライダー、カーブ、SFF。
日本人の父親、フィリピン人の母親を持つハーフである。2020年2月10日には第5回ワールド・ベースボール・クラシック予選のフィリピン代表に選出された。しかし、COVID-19の影響で予選が延期となり、2020年9月に行われた予選では、フィリピン代表は予選招待国から外され、出場しなかった。

## 詳細情報

### 年度別投手成績
- 一軍公式戦出場なし

### 独立リーグでの投手成績
出典は一球速報.com。
| 年 度     | 球 団     | 登 板 | 先 発 | 完 投 | 完 封 | 無 四 球 | 勝 利 | 敗 戦 | セ 丨 ブ | ホ 丨 ル ド | 勝 率 | 打 者 | 投 球 回 | 被 安 打 | 被 本 塁 打 | 与 四 球 | 敬 遠 | 与 死 球 | 奪 三 振 | 暴 投 | ボ 丨 ク | 失 点 | 自 責 点 | 防 御 率 | W H I P |
| --------- | --------- | ----- | ----- | ----- | ----- | -------- | ----- | ----- | -------- | ----------- | ----- | ----- | -------- | -------- | ----------- | -------- | ----- | -------- | -------- | ----- | -------- | ----- | -------- | -------- | ------- |
| 2023      | 堺        | 7     | 1     | 0     | 0     | 0        | 1     | 0     | 0        | 1           | 1.000 | 45    | 10.0     | 7        | 1           | 7        | -     | 1        | 8        | 1     | 0        | 5     | 4        | 3.60     | 1.40    |
| 通算：1年 | 通算：1年 | 7     | 1     | 0     | 0     | 0        | 1     | 0     | 0        | 1           | 1.000 | 45    | 10.0     | 7        | 1           | 7        | -     | 1        | 8        | 1     | 0        | 5     | 4        | 3.60     | 1.40    |

### 背番号
- 48（2017年 - 2019年、2023年7月 - 同年終了）
- 148（2020年 - 2022年）